# خطوط انتقال فعال در مخابرات الکترونیکی
خطوط انتقال فعال در مخابرات الکترونیکی (مدل‌سازی و تحلیل) کتابی از عبدالعلی عبدی پور و غلامرضا مرادی است که در سال ۱۳۸۶ منتشر و در مراسم کتاب سال جمهوری اسلامی ایران به‌عنوان کتاب برگزیده معرفی شد.